# Pierre Donzelague

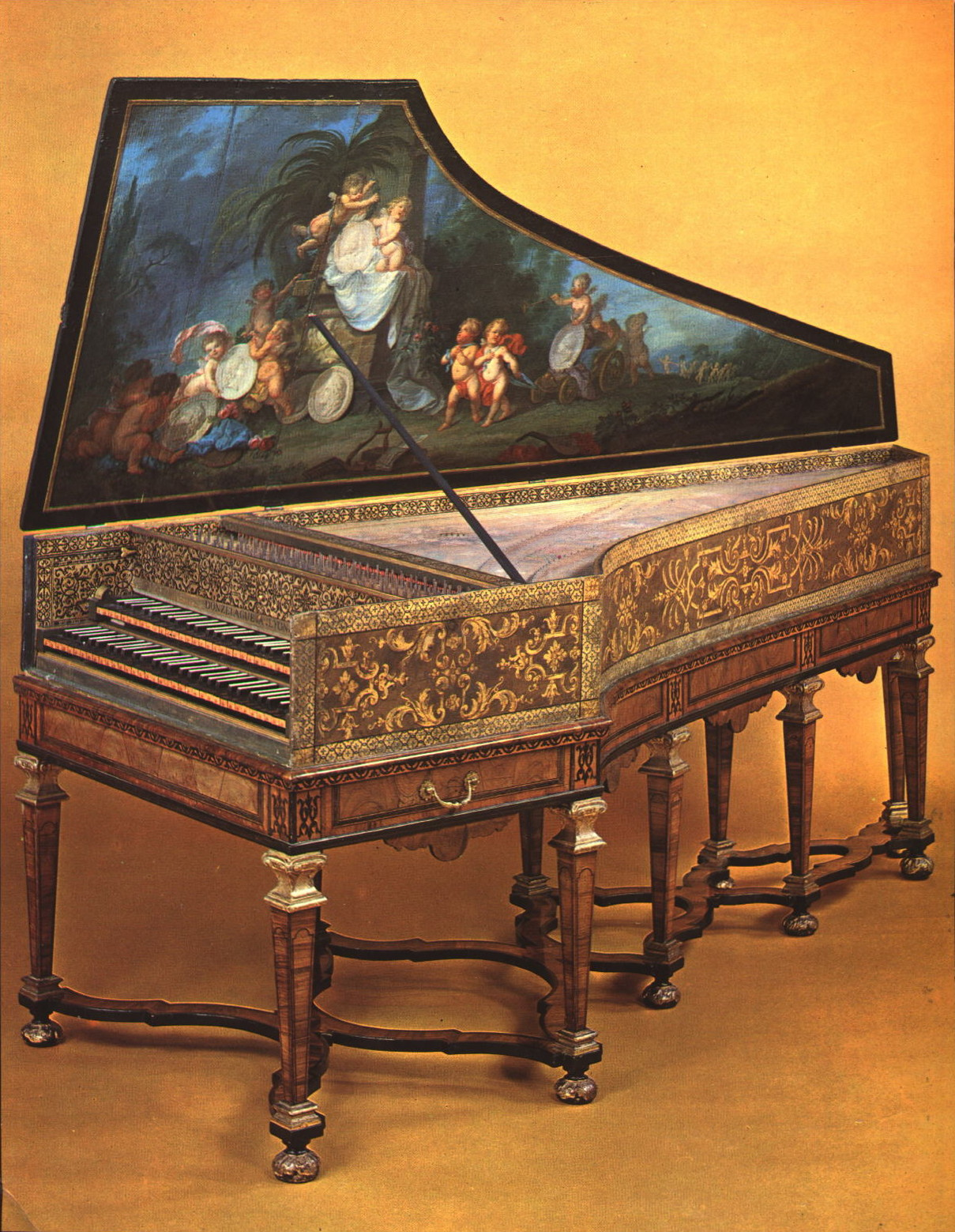
Cembalo von Pierre Donzelague, 1716

Pierre Donzelague (* 23. März 1668 in Aix-en-Provence; † 16. Juni 1747 in Lyon) war ein französischer Cembalobauer.

## Leben
Pierre Donzelague wurde in Aix-en-Provence als Sohn von François Donzelague geboren. Sein Vater war ebenfalls ein bekannter Cembalobauer, der aus Brügge stammte und nach Aix-en-Provence gezogen war. In dessen Werkstatt absolvierte Pierre Donzelague seine Ausbildung. Anschließend zog er im Jahr 1688 nach Lyon und eröffnete dort eine eigene Werkstatt. Außerdem spielte er Cello, Viola da gamba und sang an der Oper in Lyon.
Donzelague starb am 16. Juni 1747. Eine letzte Erwähnung zu Pierre Donzelague findet sich im Verkaufsangebot über mehrere Cembali aus dem Jahr 1750.

## Erhaltene Instrumente
Donzelague werden sieben Instrumente zugeschrieben. Sicher zugeordnet werden ihm zwei. Eines, gebaut im Jahr 1711, befindet sich in privatem Besitz, das andere aus dem Jahr 1716 befindet sich im Musée des Tissus in Lyon. Es wurde oft kopiert und besitzt zwei Manuale.
Er war einer der frühen Instrumentenbauer, deren Instrumente volle fünf Oktaven umfassten. Der Umfang reicht von FF bis f’’’. Seine erhaltenen Instrumente sind sich in ihrem Aussehen und in ihrer Konstruktion ähnlich. Sie besitzen alle den großen Umfang, der später üblich wurde. Sie zeigen einen flämischen Einfluss, wie auch die Instrumente der Ruckers in Antwerpen. Dieser dürfte auf die Ausbildung durch seinen aus Flandern stammenden Vater zurückgehen.